# Orobanche fuliginosa
Orobanche fuliginosa är en snyltrotsväxtart som beskrevs av Jordan. Orobanche fuliginosa ingår i släktet snyltrötter, och familjen snyltrotsväxter. Inga underarter finns listade i Catalogue of Life.